# Centraal Gebergte
Het Centraal Gebergte of Srednygebergte (Russisch: Срединный хребет; Sredinny chrebet) is een langgerekte bergketen op het Russische schiereiland Kamtsjatka in het Russische Verre Oosten. Het vormt de belangrijkste waterscheiding op het schiereiland.

## Geografie
Het zich in noord-zuidrichting uitstrekkende hooggebergteketen is meer dan 1200 kilometer lang en tot 120 kilometer breed en is amper ontsloten. Het sluit aan bij het zuidelijke deel van het Korjakengebergte vanaf de nauwe landstrook tussen de Sjelichovbaai en de Beringzee en wordt gescheiden van het hogere oostelijkere gelegen Oostelijk Gebergte door de Centrale Kamtsjatkadepressie, waar de Kamtsjatkarivier doorheen stroomt.
Het gebergte ligt op de Ring van Vuur en omvat dan ook vele vulkanen, met name schild- en stratovulkanen. Daarnaast bevat de bergketen lavaplateaus, afzonderlijke bergmassieven, geïsoleerde pieken en gletsjers (totale oppervlakte 866 km²). In het gebergte kunnen drie bergruggen worden onderscheiden; Malkinski, Kozyrevski en Bystrinski.
In het hele gebergte bevinden zich 11 pieken en 28 bergpassen, waarvan de meeste passen zich in het noordelijk deel bevinden. Het hoogste punt wordt gevormd door de 3621 meter hoge vulkaan Itsjinskaja Sopka. Vulkanen die de 2000 meter overschrijden zijn de Choevchojtoen (2618 meter), Alnej (2581 meter), Sjisjel (2531 meter) en de Ostraja Sopka (2539 meter). In het centrale deel liggen de pieken relatief ver uit elkaar. Het zuidelijke deel wordt gekarakteriseerd door de sterke mate van uiteenligging van de afzonderlijke massieven, die weer worden gekarakteriseerd door de asymmetrische hellingen.
In het gebergte ontstaan vele rivieren die in hun bovenloop vaak erg dicht bij elkaar liggen, maar door de korte afstand tot de zee, afgezien van de Kamtsjatka niet erg breed zijn. Grote rivieren zijn daarnaast de Tigil en de Ika. Het gebergte wordt nauwelijks bewoond: alleen in de vallei van de Kamtsjatka bevinden zich enkele plaatsen.

## Geologie
Het gebergte vormt samen met het Korjakengebergte aan noordoostzijde, de Koerilen aan zuidzijde en het Oostelijk Gebergte aan oostzijde een bergsysteem, dat zich in boogvorm uitstrekt langs een groot deel van de westkust van de Beringzee. Het vormt geologisch gezien een zeer jonge zone, waarvan de gebergtevormingsprocessen nog steeds bezig zijn. Dit komt vooral tot uiting in het intense vulkanisme en de frequente aardbevingen, waarvan de aanjager wordt gevormd door de subductie van de Pacifische lithosfeer. De zone ligt op de eerder genoemde "Ring van Vuur", die een groot deel van de Grote Oceaan omcirkelt.

## Klimaat en vegetatie
Het gebergte ligt in een gebied dat aan de ene kant wordt geteisterd door Siberische winters, maar vanaf de andere zijde een grote invloed ondergaat door de zeestromen, die vanuit het noorden langs de kust van de Beringzee komen en zo een grote bijdrage leveren aan de afkoeling van het gebied, waardoor de temperaturen zelfs aan zee gemiddeld niet hoger dan 15 graden komen.
Op de lagere delen van de berghellingen bevinden zich goudberken, ceders en elzen en daarboven vooral bergtoendra. In de valleien bevindt zich veelal hoog grasland.